# Metzgeriidae
Sous-classe
Les Metzgeriidae sont une sous-classe de plantes de la classe des Jungermanniopsida.

## Liste des ordres
Selon BioLib (9 septembre 2020), ITIS (9 septembre 2020) et World Register of Marine Species (9 septembre 2020) :
- ordre des Metzgeriales Chalaud, 1930
- ordre des Pleuroziales Schljakov, 1972